# 문희 (배우)
문희(文姬, 본명: 이순임(李順任), 1946년 7월 16일~)는 대한민국의 은퇴한 영화 배우 출신의 재단 관련 기업인이다.
1965년에 데뷔한 1960년대 중후반의 여자 영화 배우로 상당히 이름을 날렸었으며, 1971년 장강재 한국일보 부사장과 결혼한 후 1973년에 영화배우를 비롯한 연기 분야에서 모두 은퇴하였다. 현재는 《백상재단》의 이사장이다.

## 학력
- 1965년 서울동구여자상업고등학교 졸업
- 1971년 서라벌예대 연극영화학과 학사

## 활동
1965년 영화 '흑맥'(黑麥)으로 데뷔하였다.

## 출연작

### 영화
- 1965년 《흑맥》
- 1966년 《초연》
- 1966년 《내 청춘 황혼에 지다》
- 1966년 《무명초》
- 1966년 《백발백중》
- 1966년 《법창을 울린 옥이》
- 1966년 《위험한 청춘》
- 1966년 《제3부두 0번지》
- 1966년 《초우》
- 1966년 《8240 K.L.O》
- 1966년 《흑발의 청춘》
- 1967년 《막차로 온 손님들》
- 1967년 《공주 며느리》
- 1967년 《나그네 임금》
- 1967년 《길 잃은 철새》
- 1967년 《내 몫까지 살아주》
- 1967년 《마지막 요일》
- 1967년 《망향천리》
- 1967년 《맨주먹 청춘》
- 1967년 《미련》
- 1967년 《밀어》
- 1967년 《밀월》
- 1967년 《빛과 그림자》
- 1967년 《사랑은 파도를 타고》
- 1967년 《사월이 가면》
- 1967년 《섬마을 선생》
- 1967년 《안개 낀 초원》
- 1967년 《어명》
- 1967년 《연인의 길》
- 1967년 《원점》
- 1967년 《원죄》
- 1967년 《위험은 가득히》
- 1967년 《이조잔영》
- 1967년 《잃어버린 사람들》
- 1967년 《임금님의 첫사랑》
- 1967년 《콩쥐팥쥐》
- 1967년 《타인들》
- 1967년 《파도》
- 1967년 《한》
- 1967년 《해방동이》
- 1967년 《연화》
- 1968년 《미워도 다시 한번》
- 1968년 《카인의 후예》
- 1968년 《철부지 아씨》
- 1968년 《고향무정》
- 1968년 《공산성의 혈투》
- 1968년 《괴담》
- 1968년 《괴도의 검》
- 1968년 《구름》
- 1968년 《나무들 비탈에 서다》
- 1968년 《낙엽》
- 1968년 《내 목숨 다하도록》
- 1968년 《딸》
- 1968년 《미로》
- 1968년 《백야》
- 1968년 《별아 내 가슴에》
- 1968년 《사랑》
- 1968년 《소라의 꿈》
- 1968년 《여》
- 1968년 《울고 넘는 박달재》
- 1968년 《이층집 새댁》
- 1968년 《자주댕기》
- 1968년 《젊은 느티나무》
- 1968년 《정염》
- 1968년 《죽어도 못잊어》
- 1968년 《죽어도 한은 없다》
- 1968년 《지금 그 사람은》
- 1968년 《추정》
- 1968년 《칠보반지》
- 1968년 《파란 이별의 글씨》
- 1968년 《파문》
- 1968년 《팔도 기생》
- 1968년 《한 2》
- 1968년 《형사 수첩》
- 1968년 《효자문》
- 1969년 《랑》
- 1969년 《미워도 다시 한번 2》
- 1969년 《수학여행》
- 1969년 《가슴에 맺힌 눈물》
- 1969년 《검은 야회복》
- 1969년 《그 밤이여 다시 한번》
- 1969년 《꽃버선》
- 1969년 《남 몰래 흘린 눈물》
- 1969년 《내시 2》
- 1969년 《내실》
- 1969년 《눈물을 감추고》
- 1969년 《떠나가는 왼손잡이》
- 1969년 《떠나도 마음만은》
- 1969년 《마지막 편지》
- 1969년 《만고강산》
- 1969년 《목메어 불러봐도》
- 1969년 《미녀 홍낭자》
- 1969년 《벽 속의 여자》
- 1969년 《별은 멀어도》
- 1969년 《비나리는 고모령》
- 1969년 《사나이 UDT》
- 1969년 《사랑이라는 것은》
- 1969년 《산울림 칠 때마다》
- 1969년 《서울 야화》
- 1969년 《서울이여 안녕》
- 1969년 《석녀》
- 1969년 《식모 삼형제》
- 1969년 《식모의 유산》
- 1969년 《아무리 사랑해도》
- 1969년 《아파트의 여인》
- 1969년 《언제나 타인》
- 1969년 《여자의 모든 것》
- 1969년 《울고 가는 외기러기》
- 1969년 《울지도 못합니다》
- 1969년 《윤심덕》
- 1969년 《잊혀진 여인》
- 1969년 《재생》
- 1969년 《정과 애》
- 1969년 《차라리 남이라면》
- 1969년 《피도 눈물도 없다》
- 1969년 《한 맺힌 여검객》
- 1969년 《허무한 마음》
- 1969년 《형》
- 1969년 《사나이 삼대》
- 1970년 《결혼 교실》
- 1970년 《그 여자에게 옷을 입혀라》
- 1970년 《꼬마 검객》
- 1970년 《꼬마 신랑》
- 1970년 《꼬마 신랑 2》
- 1970년 《낙엽따라 가버린 사랑》
- 1970년 《남대여》
- 1970년 《내일 없는 왼손잡이》
- 1970년 《당신을 알고 나서》
- 1970년 《당신이 미워질 때》
- 1970년 《돌아가는 삼각지》
- 1970년 《돌아온 아기 신랑》
- 1970년 《돌아온 항구의 사나이》
- 1970년 《동춘》
- 1970년 《두 여보》
- 1970년 《두 여인의 집》
- 1970년 《떠나야 할 사람은》
- 1970년 《명동 가시나》
- 1970년 《방에 불을 꺼주오》
- 1970년 《벽 속의 여자 2》
- 1970년 《별난 새댁》
- 1970년 《별난 여자》
- 1970년 《별명을 가진 5형제》
- 1970년 《비내리는 명동거리》
- 1970년 《비에 젖은 두 여인》
- 1970년 《비전》
- 1970년 《사랑에 목숨 걸고》
- 1970년 《성불사의 밤》
- 1970년 《소라 부인》
- 1970년 《속눈썹이 긴 여자》
- 1970년 《슬픔을 외면할 때》
- 1970년 《시아버지》
- 1970년 《시집은 가야죠》
- 1970년 《신부일기》
- 1970년 《아무도 말하지 않았다》
- 1970년 《애와 사》
- 1970년 《약속은 없었지만》
- 1970년 《여자가 화장을 지울 때》
- 1970년 《울고 간 여인》
- 1970년 《위험한 관계》
- 1970년 《이별 없이 살았으면》
- 1970년 《이슬 맞은 백일홍》
- 1970년 《일등 사장》
- 1970년 《잃어버린 면사포》
- 1970년 《잊을 수가 있을까》
- 1970년 《처와 처》
- 1970년 《천하일색 말괄량이》
- 1970년 《청춘무정》
- 1970년 《탑골 아씨》
- 1970년 《푸른 침실》
- 1970년 《한 맺힌 터주대감》
- 1970년 《미워도 다시 한번 3》
- 1970년 《지하여자 대학》
- 1970년 《7인의 숙녀》
- 1971년 《원한의 거리에 눈이 내린다》
- 1971년 《춘향전》
- 1971년 《미워도 다시 한번 4》 ... 혜영 역
- 1971년 《장군의 딸들》
- 1971년 《댁의 아빠도 이렇습니까》
- 1971년 《사랑을 빌립시다》
- 1971년 《말썽난 총각》
- 1971년 《풋사랑》
- 1971년 《청산에 우는 새야》
- 1971년 《이복 삼형제》
- 1971년 《대감신랑》
- 1971년 《잃어버린 계절》
- 1971년 《어느 사랑의 이야기》
- 1971년 《두 딸의 어머니》
- 1971년 《오빠》
- 1971년 《내실 사모님》
- 1971년 《미워도 정 때문에》
- 1971년 《기러기 남매》
- 1971년 《카추사》
- 1971년 《잠들면 떠나주오》
- 1971년 《지금은 남이지만》
- 1971년 《꼬마 신랑 3》
- 1971년 《사나이 멋진 이별》
- 1971년 《사랑은 당신만》
- 1971년 《상해의 불나비》
- 1971년 《어머님 전상서》
- 1971년 《타이페이 3만리》
- 1971년 《타인이 된 당신》
- 1972년 《나에게 조건은 없다》
- 1972년 《아빠라 부르는 연인》
- 1972년 《밤길》
- 1972년 《미워도 안녕》
- 1972년 《슬픈 꽃잎이 질 때》
- 1972년 《아내여 미안하다》
- 1972년 《화조》
- 1973년 《씻김불》

## 수상
- 1965년 제3회 청룡영화상 특별신인상 《흑맥》
- 1966년 제5회 대종상 신인상 《흑맥》
- 1967년 제3회 백상예술대상 영화 신인연기상
- 1968년 제4회 백상예술대상 영화 여자최우수연기상 《막차로 온 손님들》
- 1968년 제7회 대종상 여우주연상 《카인의 후예》
- 1969년 제6회 청룡영화상 인기여우상
- 1969년 제12회 부일영화상 여우주연상 《카인의 후예》
- 1970년 제6회 백상예술대상 TV부문 인기상
- 1970년 제7회 청룡영화상 인기여우상
- 1971년 제7회 백상예술대상 TV부문 인기상
- 1971년 제8회 청룡영화상 인기여우상
- 2010년 제18회 춘사영화상 아름다운 영화인상

## 가족 관계
- 배우자 : 장강재 (1945년 8월 13일 ~ 1993년 8월 2일)
  - 아들 : 장중호 (1973년 9월 22일 ~ )
  - 딸 : 장서정